# Сідак Володимир Степанович
Володи́мир Степа́нович Сі́дак (3 лютого 1938, смт Полянка, Житомирська область — 5 грудня 2019, Київ) — український науковець. Доктор історичних наук, кандидат юридичних наук, професор. Генерал-лейтенант. Член-кореспондент НАПН України (відділення психології і дефектології). Заслужений діяч науки і техніки України (2001). Ректор Інституту підготовки кадрів Національної академії Служби безпеки України (1992—2003).

## Біографія
Народився 3 лютого 1938 року в смт Полянка Баранівського району на Житомирщині. Батько Степан Іванович і мати Олена Павлівна вчителювали в місцевій школі.
У 1967 році закінчив філологічний факультет (заочне відділення) Рівненського державного педагогічного інституту, 1970 року — Курси КДБ СРСР у Мінську. 
У 1977 році — аспірантуру Вищої школи КДБ СРСР. Кандидат юридичних наук (1978). 
Дисертацію кандидата захистив у Вищій Червонознаменній школі КДБ у Москві на тему: "Вопросы практики и теории вербовки враждебных элементов в качестве агентов контрразведывательных аппаратов КГБ". 
Доктор історичних наук (1998, дисертація на тему: «Національні спецслужби в боротьбі за державність України 1917—1921 рр.»).
З 1970 р. на службі в органах державної безпеки на Рівненщині. Пройшов шлях від молодшого оперативного співробітника до заступника начальника управління з кадрової роботи в Оренбурзькій та Рівненській областях. Працював інспектором Інспекторського управління КДБ СРСР. З 1988 року очолював спеціальні заклади освіти: начальник Вищих курсів КДБ СРСР у Ташкенті, з травня 1991-го — начальник Вищих курсів КДБ СРСР у Києві, на базі яких створено Інститут підготовки кадрів Служби безпеки України (1992), а з 1995 року — Академію Служби безпеки України.
З 1991 по 2003 рр. — організатор і очільник закладів вищої освіти в системі СБУ, перший ректор Національної академії Служби безпеки України.
Після створення у січні 1992 р. Інституту підготовки кадрів Служби національної безпеки України–СБ України (попередника НА СБ України) з ініціативи його засновника (1992–2003 рр.) генерал-лейтенанта В.С. Сідака розпочинається цілеспрямоване вивчення історії національних спецслужб, що само по собі виступало новаторським напрямом наукових студій у царині військової історії (суцільною «білою плямою», скажімо, була історія розвідки та контррозвідки українських нерадянських державних формувань 1917–1920 рр., національно-визвольних рухів). 
З 2003 по 2007 роки — проректор Національної академії (НА) Служби безпеки України, водночас — директор новозаснованого за його ініціативою Інституту захисту інформації з обмеженим доступом Національної академії Служби безпеки України.
Проректор з наукової роботи Університету економіки та права «КРОК», радник з наукової роботи ректора «КРОК» (2007—2019). Одночасно створив та очолював (з 2007) Інститут менеджменту безпеки Університету «КРОК».
За суміництвом — головний науковий співробітник науково-організаційного центру НА СБУ (2010—2019).
Помер у Києві.
Двоюрідний брат - Сідак Валентин Антонович, 1947 р. н., уродженець м. Полтава, дипломат і військовий діяч, другий секретар Посольства СРСР у Франції в 1978-1983 роках, пізніше працівник Секретаріату КДБ СРСР (до 1991 р.), автор скандальної книги "Кукловоды и марионетки. Воспоминания помощника председателя КГБ Крючкова" (Москва, 2019).

## Автор наукових праць
- Є автором понад 120 наукових та науково-педагогічних праць, з яких близько 20 з історії спеціальних служб України.

## Публікації
- Сідак В. С. Деякі проблеми підвищення кваліфікації кадрів для Служби безпеки України // Проблеми підвищення рівня підготовки кадрів для органів внутрішніх справ. К., 1993. С. 52-55;
- Сідак В. С., Козенюк  В. О. Концепція дослідження проблеми історії розвідки України // Науковий вісник ІПК СБ України. — 1993. — № 1. — С. 43–50;
- Сідак В. С. Спецслужби України часів національної революції 1917–1920 рр.: Навч. посібник. — К. : ІПК СБ України, 1994. — 185 с.
- Сідак В. С. Степанков В.С. З історії української розвідки та контррозвідки. Нариси. - К .: Видавництво інституту СБУ , 1994.
- Сідак В., Сирота А. Так зароджувалися спецслужби // Військо України. — 1994. — № 1. — С. 36–40.
- Сідак В. С. На варті військової таємниці // Розбудова держави. — 1994. — № 1. — С. 24–28.
- Сідак В. З історії військового аташату Директорії УНР // З архівів ВЧК - ОГПУ - НКВД - КГБ . — 1994.– №1. - C.38-42
- Сідак В. С., Степанков В. С. З історії української розвідки та контррозвідки. — К.: Інститут СБ України, 1995.
- Сідак В. С. Повстансько-Партизанський Штаб Державного Центру УНР в еміграції (1921 р.). К., 1995;
- Сідак В. С. Контррозвідка останнього гетьмана. К., 1995;
- Розвідка і контррозвідка України. 1917-1921 рр.: зб. документів і матеріалів / упоряд. Д. В. Вєдєнєєв, О. А. Стадник, В. С. Сідак ; Інститут Служби безпеки України. К., 1995
- З історії розвідки та контррозвідки України. 1918-1919 рр.: зб. документів і матеріалів / упоряд. Д. В. Вєдєнєєв, О. А. Стаднік, В. С. Сідак; Академія Служби безпеки України. - К., 1996.
- Сідак В. С. Повстансько - підпільний рух на захист УНР у 1919-1920 рр. // Academia ( на пошану професора Леоніда Антоновича Коваленка ): Історичні дослідження. — Кам'янець-Подільський, 1997. — С. 156-161;
- Сідак В. С. Розвідка та контррозвідка Української Держави. 1917–1920 рр. // Центральна Рада і український державотворчий процес (до 80-річчя створення Центральної Ради) : мат. наук. конф., 20 березня 1997 р. : У 2 ч. — К. : Ін-т історії України, 1997. — Ч. 1. — С. 121–135.
- Сідак В. С. Українські землі кінця ХІХ - початку ХХ ст. - арена таємної боротьби провідних європейських держав (історико-правовий аналіз діяльності спецслужб). Нац. акад. наук України, Ін-т історії України. - К.: Вид-во Академії СБ України, 1997. - 39 с.
- Сідак В.С. Діяльність спецслужб Австро-Угорщини й Німеччини на українських землях Російської імперії (кінець XIX - початок ХХ ст.) // Український історичний журнал. 1997. №6. С. 45-58.
- Сідак В. С. Національні спецслужби в період Української революції 1917–1921 рр. К., 1998;
- Сідак В. С. Особливості воєнно-політичної та оперативної обстановки в УНР (1919–1920 рр.). — К. : Академія СБ України, 1998. — 34 с.
- З історії спеціальних служб України (1918-1920 р.р.): збірник документів і матеріалів / упоряд. Вєдєнєєв. Д, О. Стаднік, В. Сідак, О. Пшенніков ; Державний архів Служби Безпеки України, Академія Служби безпеки України. - К. : [б.в.], 1999
- Сідак В. С. Спеціальні служби Української держави Гетьмана П. Скоропадського // Вісник КДЛУ. 1999. №3/4. С. 213-215.
- Сідак В. С. Спецслужби Української Держави / В. Сідак // Студії з архівної справи та документознавства. - 1999. - Т. 5. - С. 116-123.
- Брицький П., Сідак В. Петро Болбочан: хто він? Активний організатор захисту української державності чи зрадник українського народу? // Симон Петлюра у контексті українських національно-визвольних змагань: Зб. наук. пр. Фастів, 1999.
- Сідак В. С. Вронська Т. В. Продовжувачі традиції: спецслужби Державного центру УНР в екзилі // Пам’ять століть. — 2000. — № 5. — С. 64–73.
- Сідак В. С., Вронська Т. В. Спецслужби Державного центру УНР в екзилі мовою документів. Історичний нарис. — К.: Вид-во НА СБ України, 2000. — 36 с.;
- Брицький П.П. , Сідак В.С. Основні причини невдач волинської групи у Другому зимовому поході // Міжнародний Науковий Конгрес Українська історична наука на порозі ХХІ століття Чернівці, 16-18 травня 2000 р.: Доповіді та повідомлення, 2001. Т.1. С. 264-272.
- Брицький П.П. , Сідак В.С. Микола Чоботарів один з головних діячів спецслужби УНР //Питання історії України. Збірник наукових статей. Чернівці, 2000. Т. 4. С. 122-128.
- Радченко В. І., Сідак В. С. Конституція України як основа діяльності СБУ у забезпеченні державної безпеки України на сучасному етапі // Матеріали наукової конференції "Конституція України - основа модернізації держави та суспільства". 21-22 червня 2001 р. Харків. - Х., 2001. - С. 60-65;
- Сідак В. С., Валько І. В. Мораль і безпека особи, нації, держави : історико-філософські нариси. АПН України, Національна академія Служби безпеки України. - К., 2001.
- Сідак В. С. На шляху до Воєнної доктрини України (історичний нарис): [монографія] / Нац. акад. Служби безпеки України, Міжрегіон. акад. упр. персоналом (МАУП). - К.: Вид-во Нац. акад. СБ України: Вид-во МАУП, 2001
- Булан А. П., Лозицький О. О., Павлюк В. М., Романцов К. В., Сідак B. C. Комплексний аналіз загроз національній безпеці України у 1990–2000 роках : монографія. – К.: Вид-во НА СБУ, 2001.
- Сідак В. С. Військова служба Державного центру УНР в екзилі та її керівники ( 1926 — 1938 рр.) // Воєнна історія. К., 2002. С. 65-70;
- Сідак В. С. Особливості розвідувальної діяльності військової спецслужби Державного центру УНР в екзилі у міжвоєнний період // Воєнна історія. К., 2002. С. 97-100;
- Сідак В. С. На сторожі незалежності держави: 10 років СБ України. К., 2002;
- Сідак В. С., Вронська Т. В. Спецслужба держави без территорії: люди, події, факти. Військова розвідка та контррозвідка ДЦ УНР в екзилі 1926–1936 рр. К., 2003.
- Сідак В. С., Вронська Т. В. Українська еміграція в полі зору радянських спецслужб // Зб. наук. праць НА СБ України. — 2003. — № 3. — С. 154–162.
- Сідак В., Осташко Т., Вронська Т. Полковник Петро Болбочан: трагедія українського державника. К., 2004.
- Сидак В. С., Козенюк В. А. Революцию назначить… Экспорт революции в операциях советских спецслужб. К., 2004
- Сідак B. C., Артемов В.Ю. Організаційно-правові засади захисту інформації з обмеженим доступом  в інформаційно-комунікаційних мережах НАТО // Правове, нормативне та метрологічне забезпечення системи захисту інформації в Україні, — вип. 2 (13), — 2006 р.
- Сідак B. C., Козенюк В. О. Трансформація органів державної безпеки України // Держ. безпека України. — 2007. — № 8. — С. 82–88.
- Сідак B. C., Артемов В.Ю. Забезпечення інформаційної безпеки в країнах НАТО та ЄС. — К.: КНТ, 2007. — 160 с.
- Сідак B. C. Козацький гарт: окремі аспекти військово-патріотичного виховання молоді. — К.: НАУО, 2007. — 108 с.
- Сідак B. C. Проблеми забезпечення інформаційної безпеки в США  — журнал «Підприємництво, господарство і право» № 2. — К., 2007. — С. 73—76
- Сідак B. C. Психолого-педагогічні засади підготовки розвідників та контррозвідників Директорії УНР (1919—1920 рр.) та їх використання сучасними вітчизняними спецслужбами. — Наукове видання «Педагогічна і психологічна науки в Україні», т. 3. — К.: Педагогічна думка, 2007, с. 154—166[5]
- Сідак В. С., Вронська Т. В. Радянські спецслужби в дезорганізації української еміграції у міжвоєнний період // Наукові записки [Національного університету "Острозька академія"]. Історичні науки. - 2007. - Вип. 9. - С. 360-366.
- Сідак B. C. Кириченко О. А., та ін. Проблеми управління економічною безпекою суб'єктів господарювання: Монографія. — К.: Університет економіки та права «КРОК», 2008. — 403 с.
- Сідак B.C. Психологічно-педагогічні засади розвитку творчого потенціалу у співробітників спецслужб Армії УНР та їх використання у сучасній практиці: Матеріали методологічного семінару АПН України 19.03.2008 року «Психолого-педагогічні засади розвитку особистості в освітньому просторі». — К., 2008 р. С. 78—83.
- Сідак B.C. Окремі аспекти впровадження міжнародних стандартів забезпечення безпеки підприємств в Україні (на прикладі ISO/IEC 17799:2007) Вчені записки Університету економіки та права «КРОК». — Вип. 18. — Т. 4. — К., 2008. — С. 165—171.
- Сідак B.C. Проблеми управління економічною безпекою суб'єктів господарювання. — К.: Університет економіки та права «КРОК», 2008. — 403 с.
- Сідак B.C., Т. Осташко, Т. Вронська. Полковник Петро Болбочан: трагедія українського державника (видання друге, доповнене). Монографія — К.: Темпора, 2009. — 426 с.
- Сідак B.C. Полковник Петро Болбочан на тлі своєї доби. — Труди Університету, № 2 (92) — НУОУ, 2009. — С. 212—220.
- Сідак B.C. Психологічне забезпечення діяльності співробітників спецслужб в екстремальних умовах. Матеріали Другої Всеармійської науково-практичної конференції [Актуальні проблеми психологічного забезпечення життєдіяльності військ (сил) в сучасних умовах], (Київ, 29 жовтня 2009) / Мін-во оборони України. Національна академія оборони України. — К.: НАОУ, 2009. — 402 с — С. 193—198.
- Сідак B.C. Психолого-педагогічні засади правового виховання молоді та формування її громадянської спрямованості в сучасних умовах. — Правничий вісник Університету «КРОК» / Вищий навчальний заклад "Університет економіки та права «КРОК». — К., 2009: — Вп.4. — 226 с.
- Сідак B.C. Професійна освіта співробітників недержавної системи безпеки. — Педагогічна газета № 10 (183), жовтень 2009 р. — С. 213—219.
- Сідак B.C. Щуровський А. М. Слово про педагогіку серця. Психолого-педагогічні нариси. — К., «Дорадо-Друк», 2010. — 260 с.
- Сідак B.C., Артемов В.Ю. Правовий генезис системи охорони державної таємниці СРСР. Інформаційна безпека людини, суспільства, держави. 2010. № 1(3). С. 78–81.
- Кириченко О. А., Лаптев С. М. та інші. Управління фінансово-економічною безпекою. Навчальний посібник // За ред. проф. Сідака B. C. Рекомендований МОН України № 1/11-6249. — К.: «Дорадо-Друк», 2010. — 480 с. (У розділах 1—6 Сідаку B. C. належить 30 сторінок).
- Сідак B.C. Психолого-педагогічна підтримка та супровід діяльності співробітників спецслужб в екстремальних умовах // Науковий журнал ЧНУ ім. Юрія Федьковича, серія «Педагогіка і психологія», № 1 — Чернівці, 2010, С. 46—54
- Сідак B.C. Критеріальна оцінка стану забезпечення охорони державної таємниці в державних органах, органах місцевого самоврядування, на підприємствах, в установах та організаціях. — Труди Університету: збірник наукових праць. — К.: Національний університет оборони України. − 2011. — № 6/105. — С. 21—37 (таємно).
- Сідак B.C. К вопросу о понятии «негосударственная система безопасности» / Зовнішня торгівля. Економічна безпеки. — Університет економіки та права «КРОК». — № 5. — 2011.
- Сідак B.C. Критеріальна оцінка стану захисту комерційної таємниці суб'єктів господарювання / Зовнішня торгівля. Економічна безпеки. — Університет економіки та права «КРОК». — № 6. — 2011. — С 134—143.
- Сідак B.C. Калашник Н. Г. Попередження появи синдрому професійного вигорання у співробітника пенітенціарної служби (досвід зарубіжних країн) / Правничий вісник Університету «КРОК». — № 9. — 2011.
- Сідак B.C. Психолого-педагогічні засади самовиховання і самоосвіти співробітників недержавних структур безпеки суб'єктів господарювання / Правничий вісник Університету «КРОК». — Вип. 6. — Том 2. — 2011.
- Сідак B.C., Артемов В.Ю. Нові педагогічні напрями професійної підготовки оперативних співробітників Служби безпеки України // Науковий вісник НА СБ України. – 2019. – Вип. № 73. – С. 274–281.

- Бібліографія основних праць В. С. Сідака: Назавжди в серці. — К.: НА СБ України, 2020. С. 216—231.

Упорядник документальних видань:
- Розвідка і контррозвідка України. 1917—1921 рр. Зб. документів і матеріалів. За ред. В. С. Сідака. Упор. Д. Вєдєнєєв, О. Стаднік. К.: Ін-т підготовки кадрів СБ України, 1995. 167 с.;
- З історії розвідки та контррозвідки України. 1918—1919. Зб. документів і матеріалів. За ред. В. С. Сідака. Упор. Д. Вєдєнєєв, О. Стаднік. К.: Академія СБ України, 1996.182 с.;
- З історії спеціальних служб України (1918—1920 рр.). Зб. документів і матеріалів. За ред. В. С. Сідака. Упор. Д. Вєдєнєєв, О. Стаднік. К.: НА СБУ,1999. 74 с.;
- «Закордот» в системі спецслужб радянської України: зб. док. [упоряд. : В. О. Козенюк, М. М. Вівчарик; ред. В. С. Сідак]. К. : Вид-во НА СБУ, 2000. 213 с.;
- Спецслужби України в роки війни і післявоєнний період: Зб. документів / упоряд. М. М. Вівчарик; редкол.: В. С. Сідак, А. Б. Стоцький, М. М. Вівчарик, А. М. Гуз, Г. В. Шевченко. К.: Вид-во НА СБУ, 2002. 162 с.;
- Підрозділи спеціального призначення Організації українських націоналістів та Української повстанської армії: документальна спадщина. Зб. документів. Упор. Д. Вєдєнєєв, О. Стаднік. К.: Видавництво Національної академії СБ України, 2004. 235 с.;
- Правове регулювання конфіденційного співробітництва з органами безпеки та розвідки на теренах України (кінець ХІХ — кінець ХХ століття): зб. док.: у 2 т. [упоряд. : В. Г. Пилипчук, Т. В. Вронська, В. О. Козенюк та ін.]. К.: СБ України, 2009.

## Публікації про В.С.Сідака
- Назавжди в серці. — К.: НА СБ України, 2020. 244 с. (збірник спогадів та фотоматеріалів про життєпис В.Сідака).
- Вєдєнєєв Д.В. Науково-педагогічна та організаційна діяльність генерал-лейтенанта В.С. Сідака із розгортання вивчення історії спеціальних служб в Україні // Воєнно-історичний вісник. – 2022. – № 2. – С. 155–177.

- Вєдєнєєв Д. В. Сідак Володимир Степанович // Енциклопедія історії України. — К., 2012. — Т.9. — С. 572–573.

- Вєдєнєєв Д. В. Генерал В. Сідак як фундатор наукової школи з історії спецслужб України // Українське військо: сучасність та історична ретроспектива. Збірник матеріалів І Міжнародної науково-практичної конференції 27 листопада 2020 р. — К.: НУОУ імені Івана Черняховського, 2020 — С. 162—163.

## Нагороди
- Орден «За заслуги» III (1998) і ІІ (2018) ступенів[6].
- Почесне звання Заслужений діяч науки і техніки України (2001)
- Нагрудний знак «Почесна відзнака Служби безпеки України»
- Знак Шани Університету «КРОК»